# Amt Bocholt
Das Amt Bocholt war eine bis 1811 existierende Verwaltungseinheit im Hochstift Münster und im Fürstentum Salm.

## Geschichte

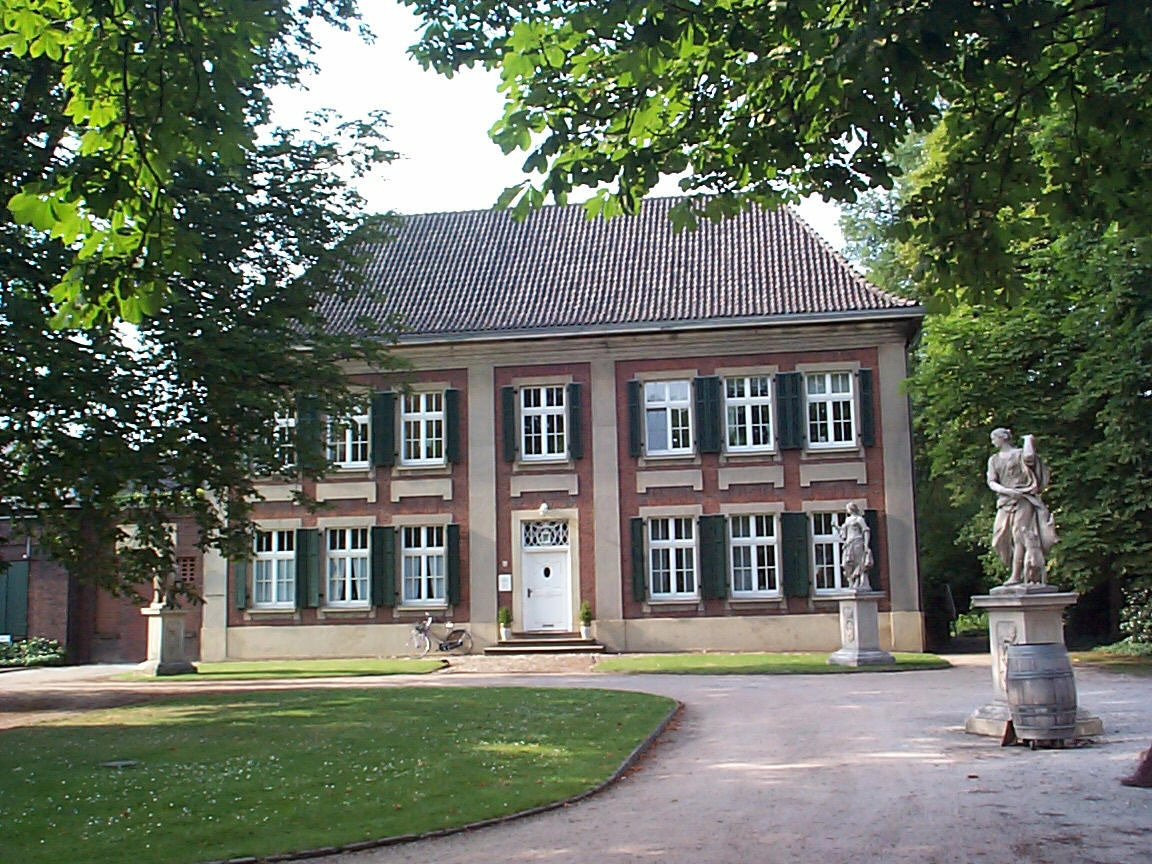
Haus Woord in Bocholt, Sitz des Amtsrentmeisters Joseph von Raesfeld

Das Amt Bocholt wurde im 14. Jahrhundert aus dem münsterischen Amt Auf dem Brahm (auch Amt Auf dem Braem) herausgelöst. Es bestand aus der Stadt Bocholt und dem Kirchspiel Bocholt (Bauerschaften Barlo, Biemenhorst, Eikingheide, Hemden, Herzebocholt, Holtwick, Liedern, Lowick, Mussum, Spork, Stenern und Suderwick), den Kirchspielen Dingden (Bauerschaften Dorf, Berg, Lankern und Nordbrock) und Rhede (Bauerschaften Altrhede, Krommert, Krechting und Vardingholt) sowie – seit 1709 – der Stadt Werth. Die Führung des Amts lag in den Händen des Drosten, zuletzt Friedrich Clemens von Elverfeldt genannt Beverförde zu Werries, und des Amtsrentmeisters, zuletzt Joseph von Raesfeld (1757–1823). Auch nach Auflösung des Hochstifts Münster blieb das Amt Bocholt bestehen. Erst nach der Annexion des Fürstentums Salm durch das Kaiserreich Frankreich wurde das Amt Bocholt 1811 im Zuge der Einführung der französischen Verwaltungsstruktur (Munizipalität) aufgelöst. An der Stelle des Amts Bocholt entstand dann der Kanton Bocholt mit den Mairien Anholt, Bocholt, Dingden, Liedern und Rhede. 1809 wurden im Amt Bocholt 12.805 Einwohner gezählt.